# ヴァシリー・サプリン
ヴァシリー・イヴァノヴィチ・サプリン（ロシア語: Василий Иванович Саплин、英語: Vasiliy Ivanovich Saplin、1949年3月30日 - ）は、ソビエト連邦およびロシア連邦の外交官。在大阪総領事館副領事、共産党中央委員会国際部対日政党関係担当、駐日大使館公使参事官、北方四島安全操業交渉（四島漁業交渉）団長、在札幌総領事などを歴任した。母国語のロシア語に加えて、日本語と英語に堪能。モスクワ生まれで、モスクワ国立大学付属東洋語大学（現・アジア・アフリカ諸国大学）および東海大学出身。

## 経歴
1949年3月30日、ソビエト連邦の首都モスクワに生まれる。
1972年、M・V・ロモノーソフ名称モスクワ国立大学付属東洋語大学（現・アジア・アフリカ諸国大学）を卒業。専攻は日本史と日本語。
1974年から1975年にかけて、東京都渋谷区の東海大学に留学。
1976年から1978年にかけて、ソ日協会（ロシア語: Общество «СССР–Япония»、略称: ОСЯ）の書記として日ソ間の友好運動、姉妹都市、文化交流などを推進。
1978年、ソビエト連邦外務省に入省。1978年から1982年にかけて、在大阪ソビエト連邦総領事館副領事。
1984年から1991年にかけて、ソビエト連邦共産党中央委員会国際部で対日政党関係を担当。
1991年末のソビエト連邦の崩壊に伴い、翌1992年までにロシア連邦外務省へ転属。1992年から1996年にかけて、駐日ロシア連邦大使館公使参事官。
1996年から1999年にかけて、ロシア連邦外務省第2アジア局次長。第2アジア局次長在任中には、北方四島安全操業交渉（四島漁業交渉）のロシア側団長も務めた。
1999年から2004年にかけて、在札幌ロシア連邦総領事。在札幌総領事在任中の2003年3月、北海道函館市を訪問して来たる9月下旬ないし10月上旬に札幌総領事館の函館事務所を新設することを報告。同年9月19日、当初の予定より前倒しで函館事務所が開設され、サプリン総領事も開館記念式典に参加した。
2004年から2008年にかけて、ロシア連邦外務省アジア・太平洋地域局次長。
2008年から2014年にかけて、在札幌ロシア連邦総領事（再任）。
退官後の2021年2月28日、タチアナ夫人と共にモスクワ市内のクレニキの奇蹟者聖ニコライ教会を参詣し、日本におけるロシア正教会保護やタチアナ夫人による亜使徒聖ニコライに纏わる史料蒐集など多大な貢献があったとして夫婦揃って「日本ハリストス正教会聖自治50周年記念。1970年 - 2020年」記章（ロシア語: медаль «50 лет автономии Японской Православной Церкви. 1970-2020»）を受章した。